# Victim of Love (film)
Victim of Love is een Amerikaanse thriller uit 1991. De film werd oorspronkelijk als televisiefilm gemaakt voor de televisiezender CBS en verscheen ongeveer tien jaar later, op 24 september 2002, op dvd onder de titel Raw Heat.

## Synopsis
Psychologe Tess Parker (JoBeth Williams) raakt verliefd op leraar Paul Tomlinson (Pierce Brosnan). Later komt ze erachter dat Paul een affaire heeft gehad met een van haar patiënten. De patiënte in kwestie, Carla (Virginia Madsen), zegt tegen haar behandelaar dat ze uit de buurt van professor Paul moet blijven omdat hij zijn vrouw heeft vermoord. Omdat Tess dat vervolgens niet kan, loopt haar leven gevaar.

## Rolverdeling
| Acteur          | Personage             |
| --------------- | --------------------- |
| Pierce Brosnan  | Paul Tomlinson        |
| JoBeth Williams | Tess Palmer           |
| Virginia Madsen | Carla Simmons         |
| Georgia Brown   | Emma                  |
| Murphy Cross    | Roz                   |
| Ruben Pla       | uitbater paardenmolen |
| Yuri Ogawa      | opdienster            |
| Gary Bolen      | sheriff               |
| Terry Kohl      | brandweerman          |